# Вікторовка (Благоварський район)
Ві́кторовка (рос. Викторовка, башк. Викторовка) — присілок у складі Благоварського району Башкортостану, Росія. Входить до складу Алексієвської сільської ради.
Населення — 190 осіб (2010; 208 в 2002).
Національний склад:
- росіяни — 37 %
- німці — 33 %